# 莲花桥站
莲花桥站是一个位于中国北京市海淀区羊坊店街道西三环中路、莲花池东路、莲花池西路交叉口莲花桥下方，属于北京地铁10号线的地铁车站。以“莲花桥”得名。车站随着10号线二期工程于2012年12月30日开通投入运营。
莲花桥站将会成为10号线与11号线二期（新首钢至洋桥段）的换乘站。

## 位置
莲花桥站位于莲花池西路－莲花池东路（东西向）与西三环中路（南北向）交汇的莲花桥桥区，三环路下方，呈南北向布置。

## 结构

### 车站楼层
10号线车站为地下二层三连拱框架结构，岛式站台设计，车站工程总长184.0米，站台宽12米， 共有3个出入口通道、4个出入口。 车站装修风格以“活力绽放”作为概念主题。以盛开的莲花为设计灵感，突出莲花桥站的地理特征。
| 地面层          | 出入口                 | B－D出入口                       |
| 地下一层 站厅层 | 站厅                   | 客务中心、自动售票机、进出站闸机 |
| 地下二层 站台层 |                        | █ 10号线内环（公主坟）           |
| 地下二层 站台层 | 岛式站台，左側開门     |                                  |
| 地下二层 站台层 | █ 10号线外环（六里桥） |                                  |

### 站厅

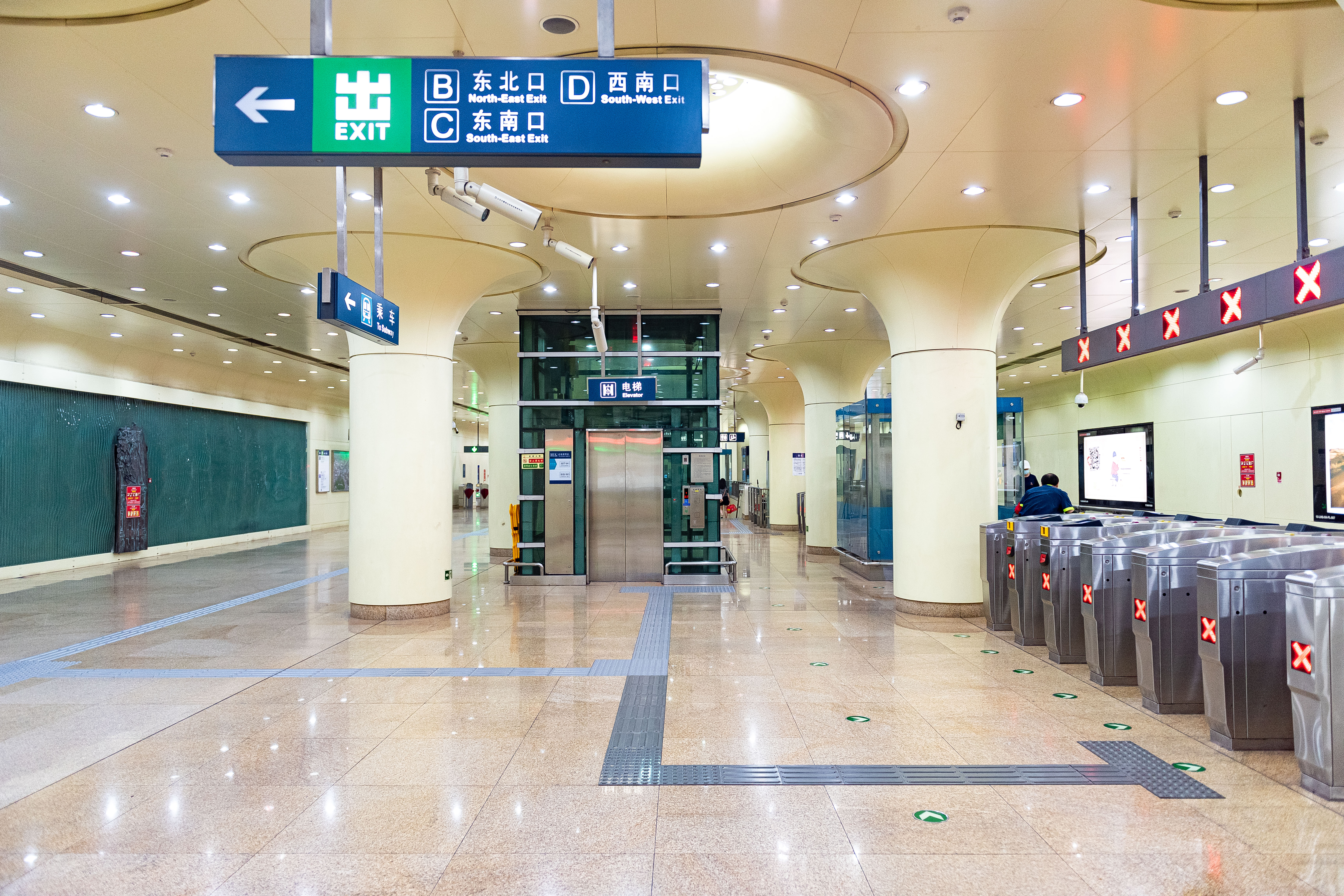
站厅（2021年6月摄）

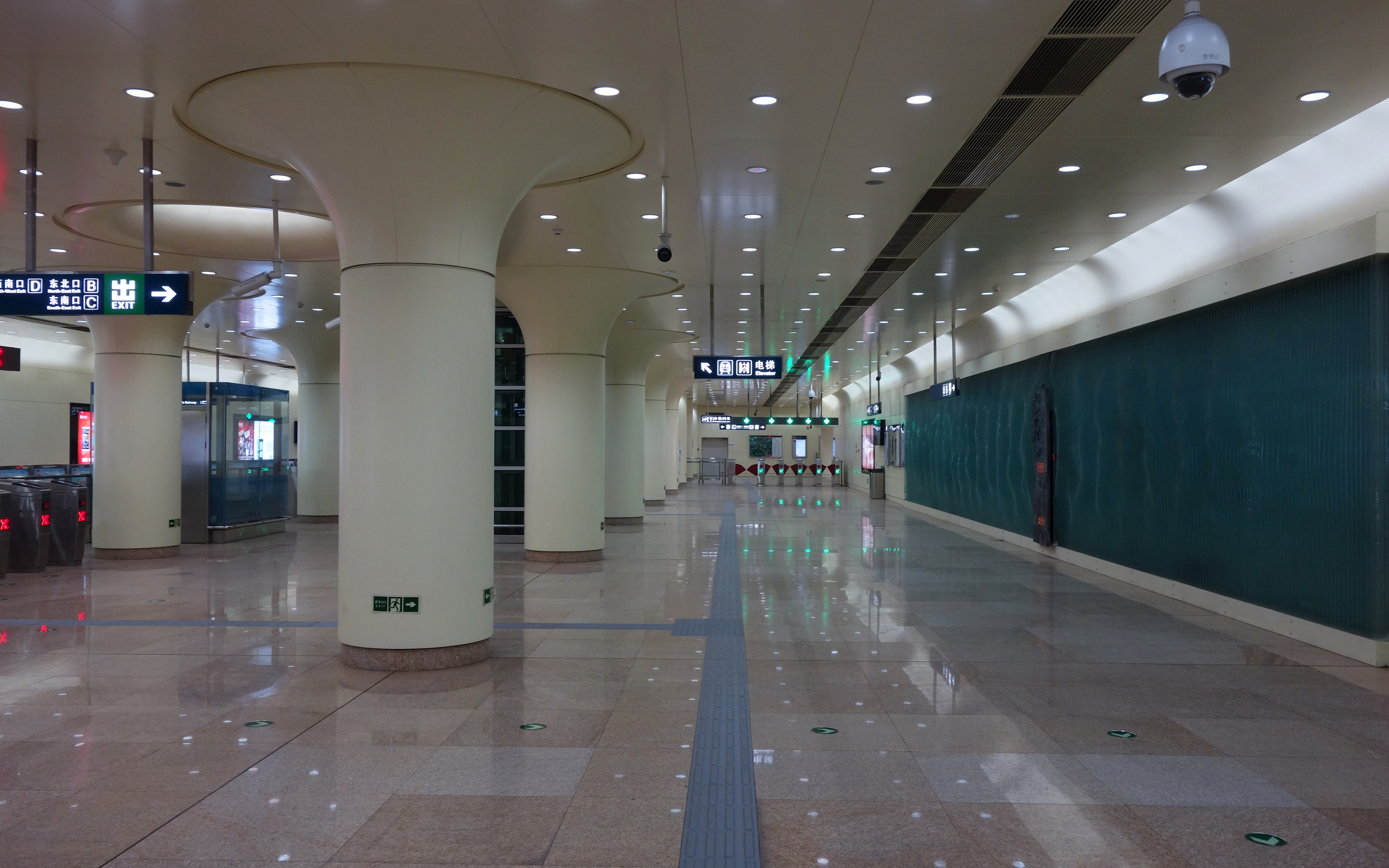
莲花桥站的站厅装饰（2013年11月摄）

莲花桥站的站厅位于车站地下一层，属于贯通式站厅，西面设有题为《藕花深处》的艺术墙。

### 站台
莲花桥站设有1个岛式站台，位于西三环中路地底。月台北端设有一条存车线。

站台全景图（2017年9月摄）

## 出入口
|                       |                    |                                      |      |            |
| 編號                  | 指示               | 建議前往的目的地                     | 照片 | 无障碍设施 |
| 出口 · B · 升降机标志 | 莲花池东路         | 京都信苑饭店、邯钢宾馆               |      |            |
| 出口 · C              | 莲花池东路         | 北京西站邮件处理中心                 |      | 不適用     |
| 出口 · D              | 莲花池西路（北侧） | 莲花小区、盛今佳园、北京人事考试中心 |      | 不適用     |
| 註： 設有             |                    |                                      |      |            |